# (1489) Attila
(1489) Attila es un asteroide que forma parte del cinturón de asteroides y fue descubierto por György Kulin el 12 de abril de 1939 desde el observatorio Konkoly de Budapest, Hungría.

## Designación y nombre
Attila fue designado inicialmente como 1939 GC.
Más adelante se nombró en honor del rey huno Atila.

## Características orbitales
Attila orbita a una distancia media del Sol de 3,197 ua, pudiendo acercarse hasta 2,738 ua y alejarse hasta 3,656 ua. Tiene una excentricidad de 0,1435 y una inclinación orbital de 2,453°. Emplea 2088 días en completar una órbita alrededor del Sol.